# 舟橋村立舟橋小学校
舟橋村立舟橋小学校（ふなはしそんりつ ふなはししょうがっこう）は、富山県中新川郡舟橋村竹内にある小学校。

## 概要
- 本校は、日本一小さい村である舟橋村全域を通学区域としている。

## 沿革
- 1873年（明治6年）10月 - 松田三宰、舟橋の自宅に正法小学校を開校（下等小、校舎は敷坪46坪）[1]。
- 1874年（明治7年）7月 - 長瀬喜三次、東芦原の自宅の一部にて東芦原小学校開校（後に化育小学校に改名し、1877年（明治10年）に長瀬家の宅地内に校舎を新築）[1]。
- 1887年（明治20年）4月 - 小学校令の実施。海老江小学校を設立。
- 1890年（明治23年）3月 - 海老江小学校を廃止。
- 1892年（明治25年）10月1日 - 改正小学校令の実施により、簡易科制度および「正法」「化育」の呼称を廃止し、尋常小学校を舟橋村と東芦原村に置き、舟橋尋常小学校、東芦原尋常小学校と改称[2]。
- 1899年（明治32年）10月27日 - 2校を統合し、舟橋尋常小学校を仏生寺に創校[2]。
- 1900年（明治33年）
  - 9月28日 - 勅語謄本が同校に下賜[2]。
  - 12月7日 - 校舎起工式[2]。
- 1901年（明治34年）10月19日 - 校舎新築[2]。
- 1908年（明治41年）11月5日 - 戊申詔書が同校に下賜[3]。
- 1919年（大正8年）11月 - 校舎増築し、体育館竣工。
- 1928年（昭和3年）4月 - 高等科設置[4]。
- 1932年（昭和7年） - 小学校に国旗掲揚塔建設[5]。
- 1937年（昭和12年）5月4日 - 仏生寺より現在地へ校舎移り新築[5]。
- 1941年（昭和16年）4月1日 - 国民学校令により、舟橋国民学校と改称[6]。
- 1944年（昭和19年）4月 - 鉄骨の国旗掲揚塔が供出される[6]。
- 1945年（昭和20年）
  - 4月23日 - 疎開児童48名が東京都荏原区（現・品川区）より編入[6]（無量寺から通学）。
  - 8月2日 - 富山大空襲により本社が焼失した富山地方鉄道が当校に疎開（同年11月まで）[7]。
- 1947年（昭和22年）
  - 4月1日 - 学制改革により舟橋小学校と改称[6]。　
  - 4月中 - 育成会が発足。
- 1949年（昭和24年）11月 - 創校50周年記念式典を挙行。
- 1953年（昭和28年）8月 - プール創設、運動場を拡張[8]。
- 1959年（昭和34年）11月 - 創校60周年記念式典を挙行。
- 1968年（昭和43年）4月 - 調理室を改造、完全給食の実施[9]。
- 1969年（昭和44年）11月 - 創校70周年記念式典を挙行。
- 1971年（昭和46年）10月 - 舟橋中学校との共用校舎が完成[10]。
- 1972年（昭和47年）4月1日 - 体育館を新築[9]。
- 1973年（昭和48年）
  - 1月 - 新校舎の全工事が完成。
  - 5月26日 - 校舎新築落成記念式・行事挙行[9]。
- 1975年（昭和50年）12月 - 米飯完全給食実施。
- 1979年（昭和54年）
  - 10月15日 - 創校80周年記念式典を挙行、推奨服を指定[9]。
  - 11月25日 - 校歌を制定[9]。
- 1981年（昭和56年）
  - 5月 - 運動場を拡張。
  - 11月 - 運動場に夜間照明施設設置[11]。
- 1983年（昭和58年）3月14日 - 新校旗を樹立[11]。
- 1986年（昭和61年）12月 - 舟橋中学校が新校舎へ移転。
- 1987年（昭和62年）2月 - 3階特別教室等の改造。
- 1988年（昭和63年）4月 - 旧校舎（木造）取り壊し。
- 1989年（平成元年）11月 - 創校90周年記念式典を挙行。
- 1992年（平成4年）
  - 3月 - 体育館暗幕取り替え。
  - 10月27日 - 新プール完成[12]。
- 1993年（平成5年）5月 - 旧プールを「ふるさと観察池（ビオトープ）」に改修。
- 1994年（平成6年）8月 - 校舎改修工事（内壁塗装、廊下・階段床張り替え）。
- 1996年（平成8年）8月 - 校舎外装、体育館屋根、給食室床・配管等の改修。
- 1997年（平成9年）8月 - 運動場改修、掲揚塔完成、遊具新規設置。
- 1998年（平成10年）8月 - 給食室空調関係整備改修。
- 1999年（平成11年）11月 - 創校100周年記念式典を挙行、体育館ステージ幕取替え。
- 2003年（平成15年）
  - 3月 - 保健室改修（シャワー、冷暖房完備）。
  - 8月 - パソコン20台導入。
- 2004年（平成16年）11月 - 2つめのビオトープを設置。
- 2005年（平成17年）4月 - さつき級開級。
- 2007年（平成19年）3月 - 図書室、調理室を普通教室に改修。
- 2008年（平成20年）8月 - 校舎増改築工事着工。
- 2009年（平成21年）3月 - 体育館を改築。
- 2010年（平成22年）2月24日 - 校舎増改築工事竣工[13]。
- 2013年（平成25年）6月 - 普通教室にエアコンを設置[13]。
- 2017年（平成29年）3月 - あじさい学級閉級。
- 2020年（令和2年）4月 - あじさい学級開級。

## アクセス
- 富山地方鉄道本線越中舟橋駅から、徒歩約315m・約5分（駅から直線距離は近いが、駅入口設置箇所（校舎に近い南側に入口無し）と道路の関係で、若干の遠回りとなる）。

## 周辺
- 富山県道147号立山舟橋線
- 舟橋村役場
- 富山県東部消防組合上市消防署舟橋分遣所 - 舟橋村役場に隣接
- 舟橋村消防会館
- 舟橋村立舟橋中学校
- 富山県警上市警察署舟橋村警察官駐在所
- 舟橋村児童公園
- 社会福祉法人富山YMCA福祉会ふなはしこども園（幼保連携型認定こども園）
- 舟橋村子育て支援・交流拠点こどもきち
- 富山地方鉄道本線越中舟橋駅
- 舟橋村立図書館（越中舟橋駅舎併設）
- 舟橋郵便局（越中舟橋駅前）
- 京坪川

## 著名な出身者
- 渡辺光（舟橋村長）